# Manlius Boethius

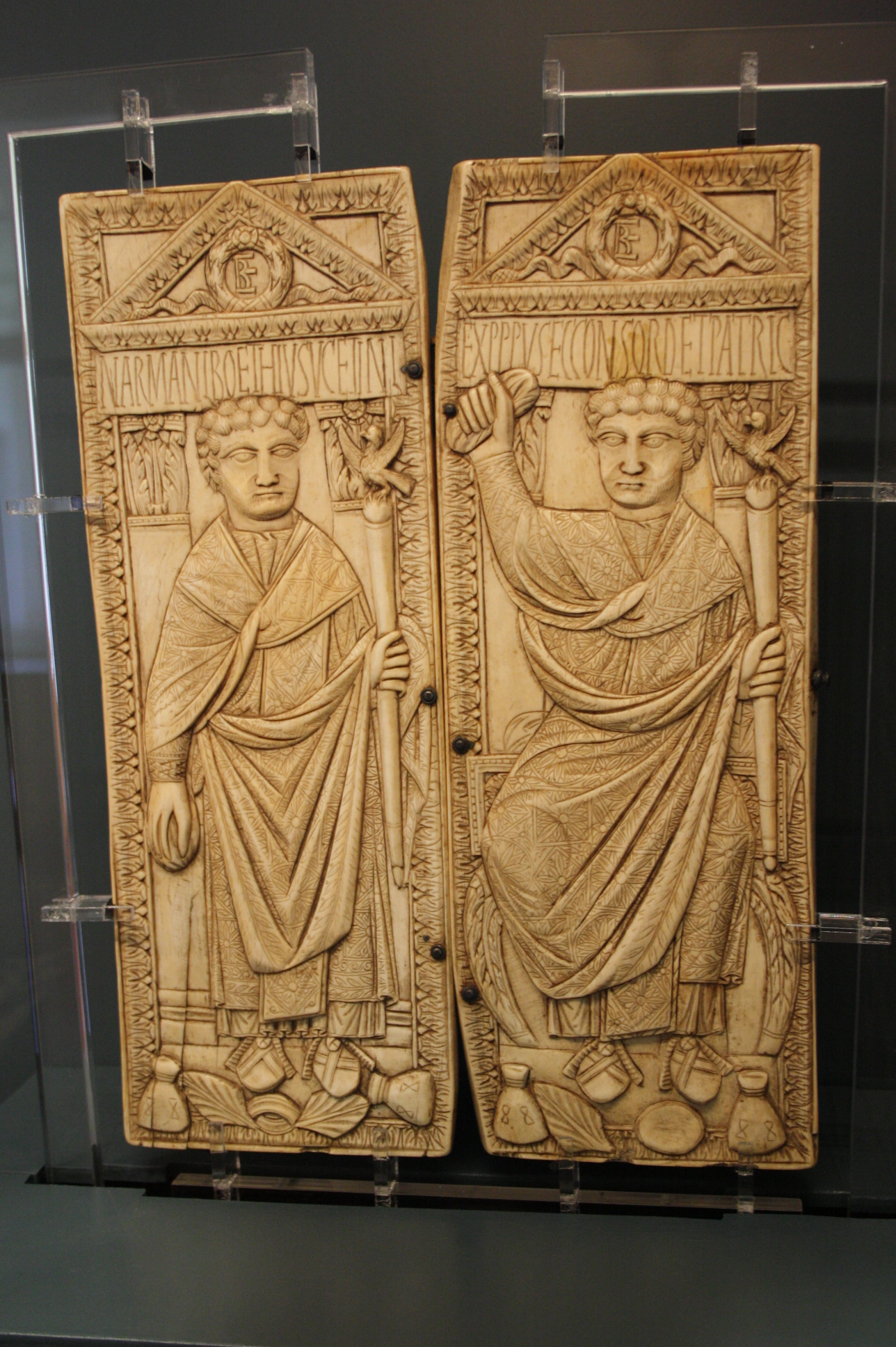
Boethius auf seinem Konsulardiptychon in Brescia

Nar. Manlius Boethius war ein spätantiker römischer Politiker im 5. Jahrhundert. Er war Senator und bekleidete hohe Ämter. Er war Konsul des Jahres 487.

## Name
Der Name des Boethius ist auf seinem Konsulardiptychon in der Form Nar. Manl(ius) Boethius überliefert. Auf zwei Inschriften aus Kleinasien lautet der Name Fl(avius) Boethius. Die Auflösung der Abkürzung Nar. ist unklar. Früher wurde vermutet, es handle sich um eine Zusammenziehung der Initialen zweier Namen: N(onius) Ar(rius). In der neueren Forschung werden zwei andere Möglichkeiten in Betracht gezogen: Narius, ein auch anderweitig überlieferter römischer Name, der allerdings nach dem frühen 3. Jahrhundert nicht mehr bezeugt ist, und Marius, ein häufiger Name, wobei aber ein Versehen des Schreibers angenommen werden muss.

## Leben
Boethius war wahrscheinlich der Sohn eines Boethius, der Prätorianerpräfekt Italiens war und im Jahr 454 von Kaiser Valentinian III. ermordet wurde. Der Beginn seiner Karriere ist unbekannt. Nachdem er zum ersten Mal Stadtpräfekt von Rom gewesen war, wurde er zwischen 480 und 486 Prätorianerpräfekt Italiens. Im Jahr 487 war er ordentlicher Konsul ohne Kollegen und im selben Jahr erneut Stadtpräfekt von Rom. Er trug den Titel Patricius.
Boethius ist bald nach 487 gestorben, denn sein um 480/485 geborener Sohn, der Philosoph Boethius, ist vaterlos aufgewachsen.